# Adelphenaldis acutidentata
Adelphenaldis acutidentata är en stekelart som först beskrevs av Fischer 1970.  Adelphenaldis acutidentata ingår i släktet Adelphenaldis och familjen bracksteklar. Inga underarter finns listade i Catalogue of Life.